# コーネリアス・リー
コーネリアス・リー（Cornelius "Con" Leahy、1876年4月27日 - 1921年12月18日）は、アイルランドの陸上競技選手。イギリスの代表として1908年ロンドンオリンピックのに出場し銀メダルを獲得した。

## 経歴
リーはアイルランド南部のリムリック県出身。7人兄弟で兄弟全員がアスリートという家庭で育った。兄のパトリック・リーは、1900年パリオリンピックの走高跳と走幅跳のメダリストである。
リーは、1906年に、オリンピック中間年に開催されたアテネオリンピックに、ピーター・オコナー、ジョン・デーリーとともにアイルランドの陸連に所属するアイルランド代表として参加しようとした。しかし、ルールが改正され、選手は、有効な国内オリンピック委員会の代表でしか参加できなくなった。アイルランドはオリンピック委員会が組織されておらず、リーを含めた3選手はイギリス代表として参加することとなった。
リーは、走幅跳と三段跳に出場。1m775でハンガリーのラヨシュ・ゲンチーに2.5cmの差をつけ金メダルを確定させると1m83に挑戦。2度失敗した後、三段跳に出場。13m98で金メダルを獲得したオコナーに次いで銀メダルを獲得した。
リーは、2年後のロンドンオリンピックでも走高跳に出場。アメリカのハリー・ポーターが1m90で金メダルを獲得したが、リーはフランスのジョルジュ・アンドレ、ハンガリーのソモディ・イシュトヴァーンとともに1m88で並び、3人で銀メダルの表彰台を分け合った。
リーは、1909年に兄のパトリックとともにアメリカに移民。1921年に亡くなった。